# Мобли, Куттино
Куттино Мобли (англ. Cuttino Mobley; родился 1 сентября 1975 года в Филадельфии, Пенсильвания, США) — бывший американский профессиональный баскетболист, который выступал в Национальной баскетбольной ассоциации с 1998 по 2008 годы.

## Биография
Куттино учился в начальной школе Incarnation of Our Lord в Олни, после окончания которой посещал среднюю школу Кардинал Доэрти, затем перевёлся в Центральный институт Мэна в 1992 году и окончил его в 1993 году. После он учился в Род-Айлендском университете с 1993 по 1998 год. Он выступал за университетскую команду «Рэмс», с которой вышел в Elite Eight (региональные финалы NCAA) в 1998 году. Окончил университет со степенью в области коммуникационных исследований.
Он был выбран под 41-м номером во втором раунде драфта НБА 1998 года клубом «Хьюстон Рокетс». Мобли начал выступления в НБА на позиции атакующего защитника и вместе со Стивом Фрэнсисом сформировал одну из лучших атакующих пар в лиге. После шести сезонов в «Рокетс» Куттино вместе с Фрэнсисом и Кельвином Като были обменяны в «Орландо Мэджик» на Трейси МакГрэди, Джувана Ховарда, Риса Гэйнса и Тайрона Лью в 2004 году. Однако, сыграв всего 23 игры за новый клуб, он и Майкл Брэдли были обменяны в «Сакраменто Кингз» на Дуга Кристи. Мобли занял третье место в лиге по проценту трёхочковых в сезоне 2004/05. 14 июля 2005 года он подписал пятилетний контракт на сумму 42 млн долларов с «Лос-Анджелес Клипперс». В 2006 году Мобли вместе с Сэмом Касселлом и Элтоном Брэндом вывели «Клипперс» в плей-офф, где им удалось пройти только первый раунд.
28 января 2005 года дом Мобли в Бель-Эйр (Калифорния) был ограблен. Воры украли 500 000 долларов наличными, ювелирные изделия и другие предметы.
21 ноября 2008 года Мобли и Тим Томас были обменяны в «Нью-Йорк Никс» на Зака Рэндольфа и Марди Коллинза. Однако, во время медицинского осмотра у Куттино были обнаружены проблемы с сердцем и сделка с Мобли была отменена. 28 ноября 2008 года было объявлено, что Мобли может закончить карьеру из-за проблем с сердцем.

## Выход на пенсию
10 декабря 2008 года Мобли объявил о своем уходе из-за гипертрофической кардиомиопатии. Такая же болезнь была у Реджи Льюиса, который умер в 1993 году, и у Хэнка Гатерса, умершего в 1990 году.
В 2017 году Мобли стал сокапитаном клуба «Power» в новой лиге BIG3 (в формате 3 на 3), в которой участвуют бывшие чемпионы и игроки НБА.

## Личная жизнь
Сводный брат Мобли, Дэниэл Смит, был ресивером «Каролина Пэнтерс» в Национальной футбольной лиге. Куттино также является кузеном бывшего полузащитника НФЛ Джона Мобли и дальним родственником Мишель Обамы.
В 2008 году Мобли получил награду «Native Son» от Филадельфийской ассоциации спортивных писателей.

## Статистика в НБА

### Регулярный сезон
| Сезон   | Команда               | GP  | GS  | MPG  | FG%  | 3P%  | FT%  | RPG | APG | SPG | BPG | PPG  |
| ------- | --------------------- | --- | --- | ---- | ---- | ---- | ---- | --- | --- | --- | --- | ---- |
| 1998/99 | Хьюстон Рокетс        | 49  | 37  | 29.7 | .425 | .358 | .818 | 2.3 | 2.5 | .9  | .5  | 9.9  |
| 1999/00 | Хьюстон Рокетс        | 81  | 8   | 30.8 | .430 | .356 | .847 | 3.6 | 2.6 | 1.1 | .4  | 15.8 |
| 2000/01 | Хьюстон Рокетс        | 79  | 49  | 38.0 | .434 | .357 | .831 | 5.0 | 2.5 | 1.1 | .3  | 19.5 |
| 2001/02 | Хьюстон Рокетс        | 74  | 74  | 42.1 | .438 | .395 | .850 | 4.1 | 2.5 | 1.5 | .5  | 21.7 |
| 2002/03 | Хьюстон Рокетс        | 73  | 73  | 41.7 | .434 | .352 | .858 | 4.2 | 2.8 | 1.3 | .5  | 17.5 |
| 2003/04 | Хьюстон Рокетс        | 80  | 80  | 40.4 | .426 | .390 | .811 | 4.5 | 3.2 | 1.3 | .4  | 15.8 |
| 2004/05 | Орландо Мэджик        | 23  | 21  | 31.6 | .432 | .464 | .797 | 2.7 | 1.8 | 1.0 | .4  | 16.0 |
| 2004/05 | Сакраменто Кингз      | 43  | 43  | 38.7 | .440 | .424 | .831 | 3.9 | 3.4 | 1.2 | .5  | 17.8 |
| 2005/06 | Лос-Анджелес Клипперс | 79  | 74  | 37.7 | .426 | .339 | .839 | 4.3 | 3.0 | 1.2 | .5  | 14.8 |
| 2006/07 | Лос-Анджелес Клипперс | 78  | 73  | 36.4 | .440 | .411 | .837 | 3.4 | 2.5 | 1.2 | .3  | 13.8 |
| 2007/08 | Лос-Анджелес Клипперс | 77  | 38  | 35.1 | .433 | .349 | .819 | 3.6 | 2.6 | 1.0 | .4  | 12.8 |
| 2008/09 | Лос-Анджелес Клипперс | 11  | 11  | 33.2 | .432 | .343 | .722 | 2.6 | 1.1 | 1.4 | .2  | 13.7 |
| Всего   |                       | 747 | 581 | 37.0 | .433 | .378 | .835 | 3.9 | 2.7 | 1.2 | .4  | 16.0 |

### Плей-офф
| Сезон | Команда               | GP | GS | MPG  | FG%  | 3P%  | FT%  | RPG | APG | SPG | BPG | PPG  |
| ----- | --------------------- | -- | -- | ---- | ---- | ---- | ---- | --- | --- | --- | --- | ---- |
| 1999  | Хьюстон Рокетс        | 4  | 4  | 23.5 | .467 | .571 | .909 | 1.0 | 2.8 | .5  | .0  | 7.0  |
| 2004  | Хьюстон Рокетс        | 5  | 5  | 42.0 | .387 | .286 | .800 | 4.8 | 2.8 | .6  | .6  | 14.4 |
| 2005  | Сакраменто Кингз      | 5  | 5  | 31.8 | .443 | .280 | .714 | 2.8 | 1.8 | 1.2 | .4  | 14.8 |
| 2006  | Лос-Анджелес Клипперс | 12 | 12 | 39.4 | .427 | .367 | .897 | 4.8 | 2.0 | .7  | .3  | 13.3 |
| Всего |                       | 26 | 26 | 36.0 | .422 | .337 | .860 | 3.8 | 2.2 | .7  | .3  | 12.8 |